# Пероноспоровые
Пероноспоровые или ложномучнеро́сные грибы, или ложномучнисторосяные грибы, или пероноспоровые грибы (лат. Peronosporales) — порядок грибоподобных организмов из класса оомицетов. Облигатные биотрофные паразиты растений, преимущественно наземных, нередко вызывающие серьёзные патологии, обозначаемые общим названием «ложная мучнистая роса». Порядок насчитывает около 250 видов, распределённых по двум семействам, хотя таксономия этой группы остаётся предметом дискуссии, ввиду неоднозначных родственных отношений пероноспоровых с представителями другого порядка оомицетов — питиевыми.

## Распространение и экология
Эти организмы, многие из которых являются паразитами, имеют очень широкое распространение. Их представители присутствуют везде, где встречаются высшие растения: от полярных районов до тропиков. Видовое разнообразие увеличивается в направлении от холодных к тёплым регионам. Размножаются двужгутиковыми зооспорами или конидиями.